# Regio-Shuttle RS1
Stadler RegioShuttle RS1 je typové označení čtyřnápravového, částečně nízkopodlažního motorového vozu firmy Stadler Rail, původně vyráběného společností Adtranz, určeného pro regionální osobní dopravu. České dráhy své vozy tohoto typu pojmenovaly marketingovým názvem RegioSpider.

## Vznik a vývoj

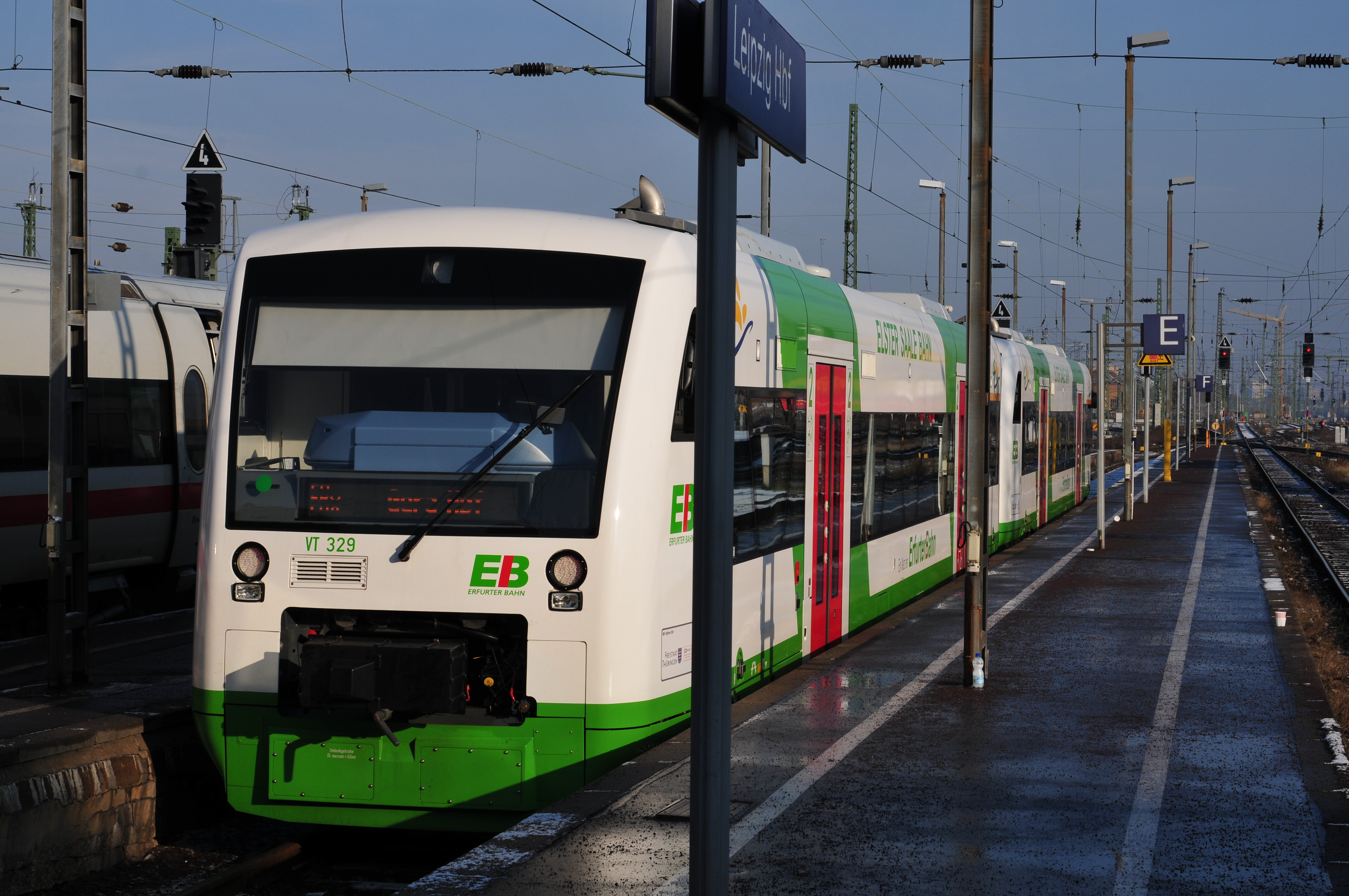
RS1 v Lipsku

Vznik vozidla se datuje do poloviny 90. let 20. století a souvisí s tehdejší snahou o obnovu vozidel a zatraktivnění dopravy na vedlejších tratích v Německu. V té době bylo u různých výrobců vyvinuto několik typů motorových jednotek a vozů, které měly přinést zvýšení cestovní rychlosti a komfortu při současném zachování nízkých pořizovacích i provozních nákladů těchto vozidel.
Berlínská firma ABB Henschel Waggon Union zadala konstrukci vozidlové skříně společnosti VÚKV v Praze (dřívější Výzkumný ústav kolejových vozidel). V roce 1996 se tato firma stala součástí koncernu Adtranz, a tak první tehdy vyrobené vozy již nesly logo nové firmy. První vozy byly vyráběny v původním závodě Waggon Union v berlínské čtvrti Tegel, záhy se však výroba přesunula do nového závodu ADtranz v Pankowě.
V květnu 2001 převzal firmu ADtranz koncern Bombardier. Z důvodu ochrany hospodářské soutěže byl přitom nucen zbavit se závodu v Pankowě, který tak získala švýcarská firma Stadler Rail. Nový majitel zachoval výrobu těchto vozů, které se vyráběly do roku 2013, kdy byly vyrobeny poslední kusy.
Od roku 2014 se ve výrobě nevyrobily žádné další motorové vozy, ani nebyly tyto vozy objednány a od roku 2016 není ani nabízen na webových stránkách výrobce. Celkem bylo vyrobeno 497 kusů vozů.

## Dodávky a nasazení
Nové vozy si zpočátku pořizovali menší soukromí dopravci, teprve v roce 1999 zahájily tyto vozy provoz i u DB jako řada 650. Celkový počet objednaných vozů dosáhl 495 kusů v květnu 2011 .
Na české tratě se Regio-Shuttle dostal nejdříve v úseku Železná Ruda-Alžbětín – Špičák na trati Plzeň – Železná Ruda-Alžbětín, kde České dráhy provozovaly vozy německé společnosti Regentalbahn AG.[zdroj?]
V roce 2010 uspěly tyto vozy ve veřejné soutěži Českých drah, které si pro roky 2011 a 2012 objednaly 33 vozů ve dvou variantách, 16 vozů typu 840 pro Liberecký kraj a 17 vozů typu 841 pro kraj Vysočina. Řada 840 má maximální rychlost 120 km/h a je upravena pro provoz na trati s ozubnicí, řada 841 má maximální rychlost 120 km/h. V květnu 2010 se uskutečnily předváděcí jízdy v Jihlavě, Liberci a Praze v souvislosti se zakázkou pro České dráhy. První motorový vůz řady 840 byl odborné veřejnosti představen na železničním veletrhu Czech Raildays 2011 v Ostravě. První ze 16 objednaných vozů obdržel a slavnostně předvedl začátkem října 2011 Liberecký kraj. České dráhy své vozy tohoto typu na konci ledna 2013 pojmenovaly marketingovým názvem RegioSpider.
Na počátku roku 2024 zakoupily České dráhy čtyři starší vozy téhož typu od DB Regio.

## Popis

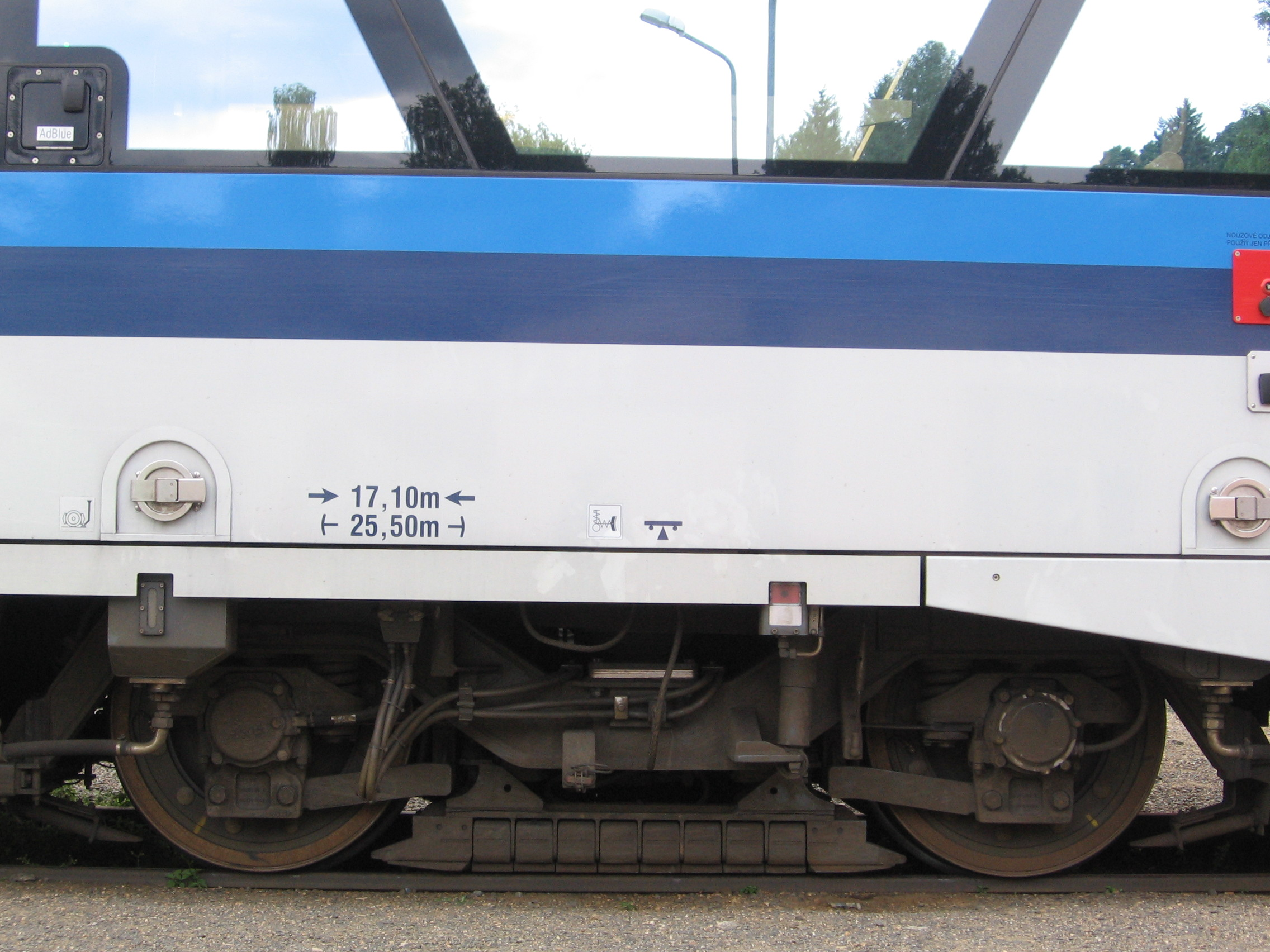
Podvozek vozu 840.010 ČD s kolejnicovou brzdou

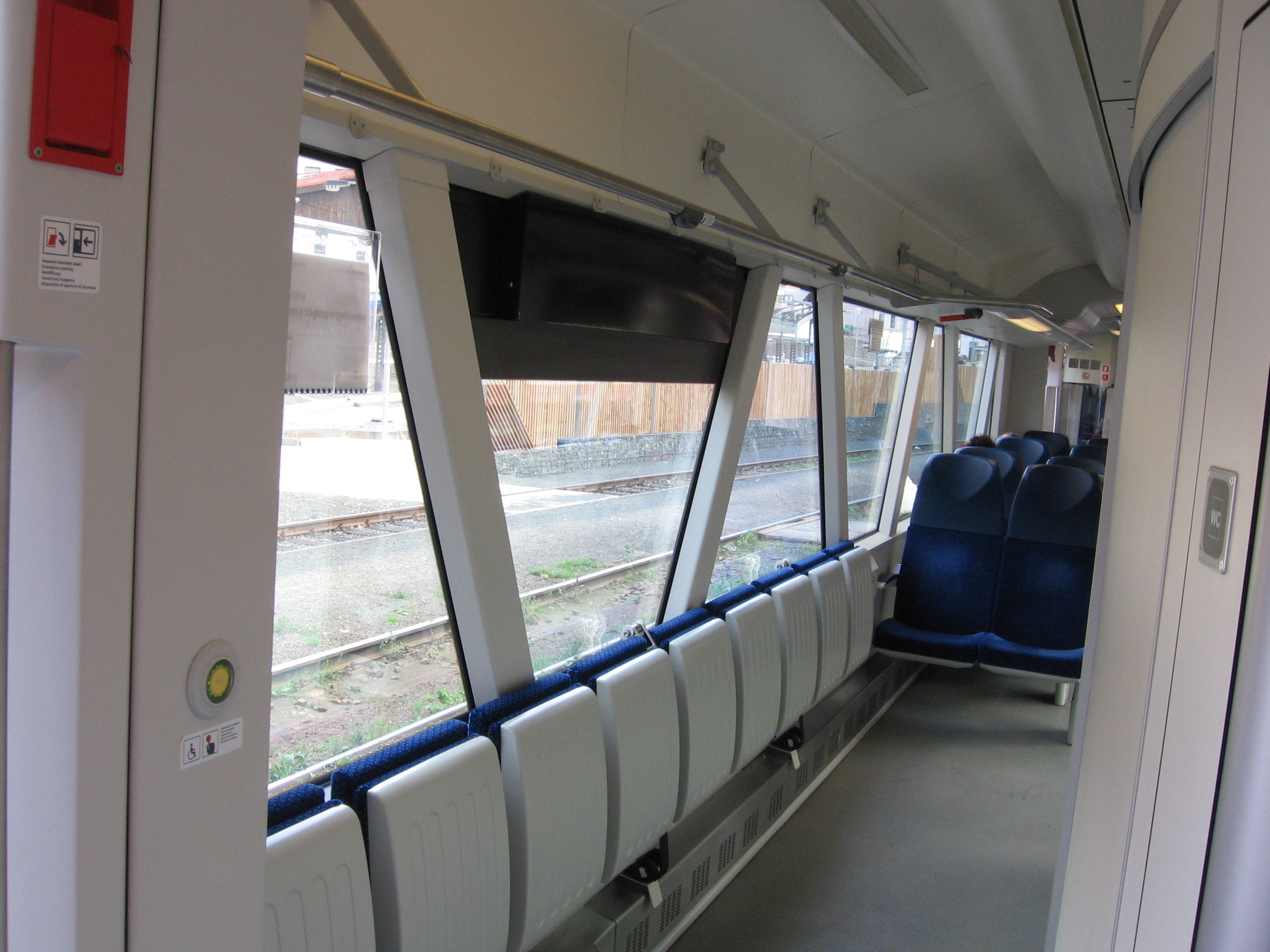
Příhradová konstrukce skříně určuje tvar oken v bočnicích vozu

Motorový vůz RS-1 je motorový vůz klasické stavby (skříň dimenzována na podélnou stlačovací sílu 1500 kN). 65 % délky vozu tvoří nízkopodlažní část s výškou podlahy 600 mm nad temenem kolejnice (uzpůsobená pro nástupiště s výškou 550 mm nad temenem kolejnice), na koncích vozu je podlaha ve výšce 1000 mm nad TK. Charakteristickým znakem vozu je konstrukce skříně v podobě příhradového nosníku s šikmými sloupky a lichoběžníkovými okny. Na obou koncích skříně je umístěno stanoviště strojvedoucího. Vůz je opatřen podle přání zákazníka klasickým spřahovacím a narážecím ústrojím, případně samočinnými spřáhly Scharfenberg.
Dvounápravové podvozky mají obě nápravy poháněné. Rám podvozku má tvar H. Vedení dvojkolí je ojničkové (jedna u každé ložiskové skříně). Primární vypružení tvoří dvojice vinutých pružin, sekundární vypružení je pneumatické.
Před podvozky jsou na spodku skříně pod stanovišti strojvedoucího zavěšeny pohonné jednotky složené z motoru, hydromechanické převodovky a chladiče. Pohon jednoho vozu tvoří dvě nezávislé dieselové pohonné jednotky. Bez ohledu na typ motoru a převodovky mají jednotné připevňovací body. Nejstarší vozy byly poháněné pětiválcovým motorem MAN, novější jsou opatřeny šestiválcem MAN nebo Iveco. Hydromechanické planetové převodovky DIWArail  jsou třístupňové s hydrodynamickým měničem, který pracuje i jako retardér (hydrodynamická brzda).
Relativně nízká kapacita vozu (kolem 70 cestujících) je vyvážená faktem, že je možné spřáhnout až 7 vozů. Velkou výhodou tohoto motorového vozu je jeho velmi nízká hmotnost a vysoký měrný výkon, což je spolu s pohonem všech náprav předpokladem velmi dobré dynamiky vozidla.
Jako provozní brzda slouží zmíněná hydrodynamická brzda. Každý podvozek je opatřen třemi brzdovými kotouči elektropneumatické brzdy Knorr. Podvozky mohou být vybaveny kolejnicovou brzdou. K zajištění stojícího vozidla slouží střadačová brzda integrovaná do čtyř brzdových jednotek kotoučové brzdy na vozidle.

## Galerie

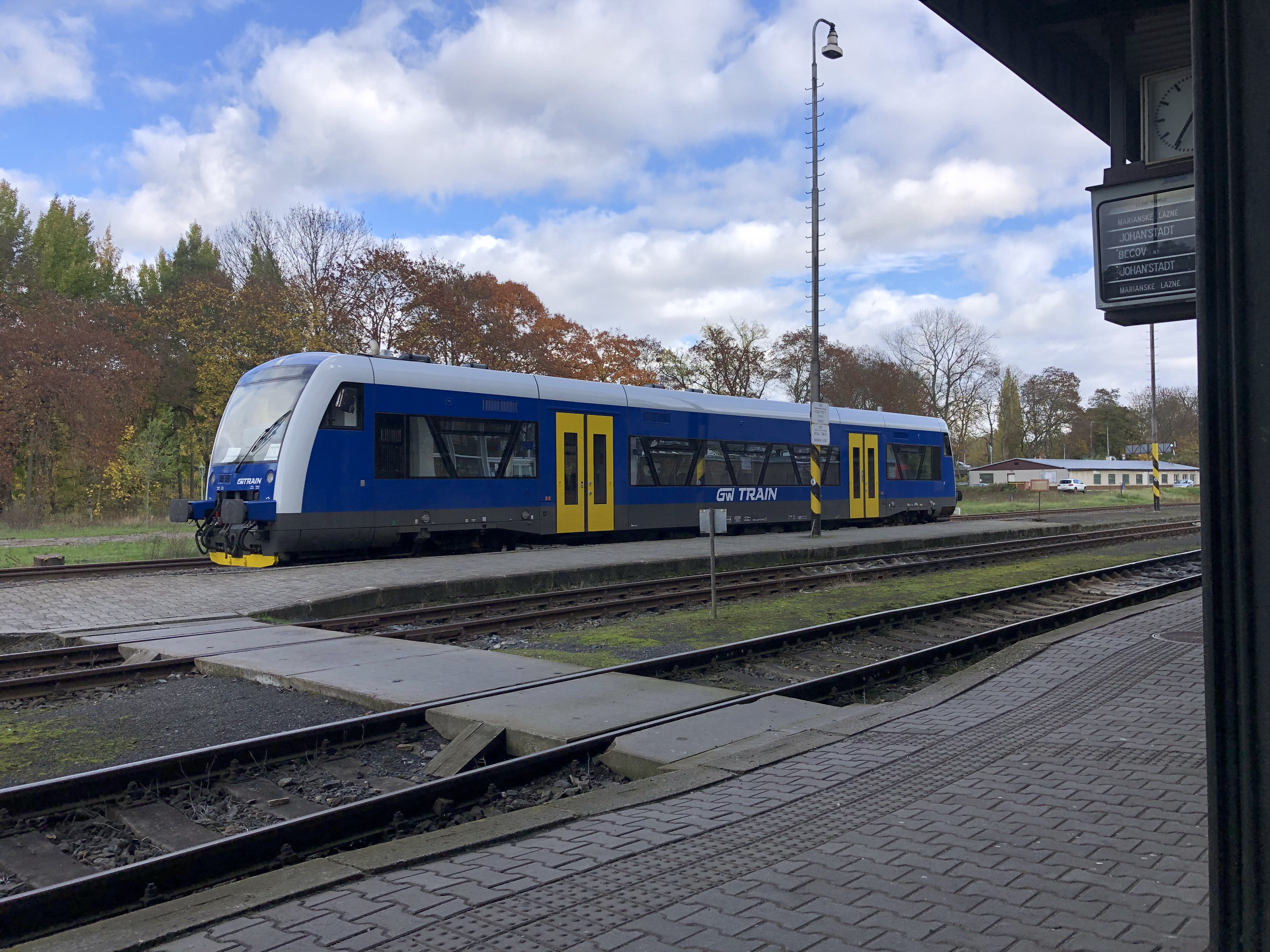
RS1 GW Train Regio v Karlových Varech
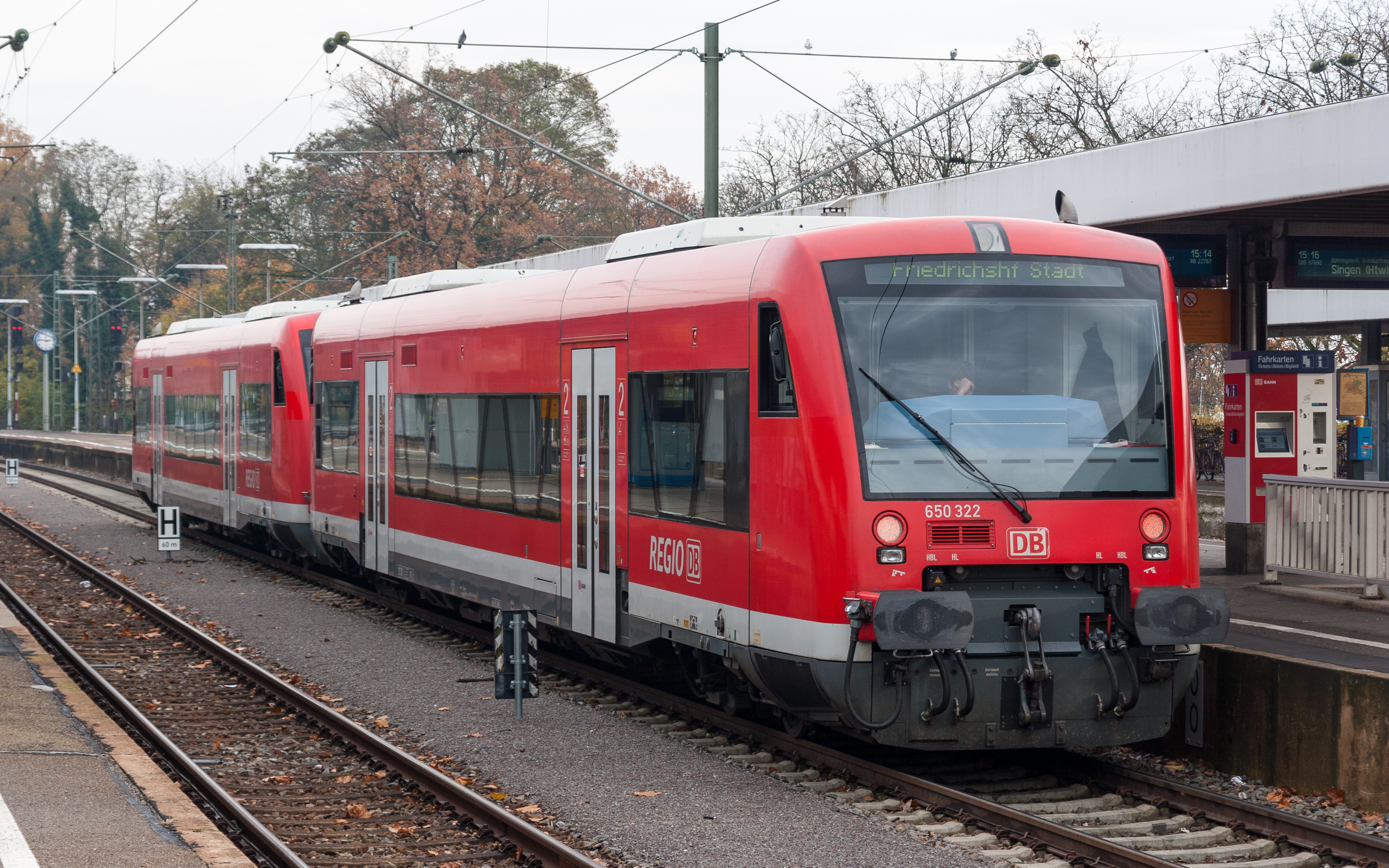
Vůz DB řady 650